# Skiri
Skiri (nemško Skiren) so bili germansko ljudstvo, ki je govorilo vzhodnogermanski jezik. Njihovo ime pomeni "čisti".
Omenjeni so bili že v 3. stoletju pr. n. št. kot udeleženci roparskega pohoda na mesto Olbija blizu današnje Odese, Ukrajina. V poznem  4. stoletju n. št. so živeli ob Gotih nekje severno od Črnega morja do spodnje Donave. Na začetku 5. stoletja so Skire podjarmili  Huni, pod katerimi so se borili v bitki na Katalunskih poljih  leta 451.
Po Atilovi smrti so se v bitki pri Nedavi leta 454 osvobodili hunske oblasti in nekje severno od srednje Donave ustanovili svoje kraljestvo s kraljema Edekom in njegovim sinom Onoulfom. Po ostrogotskem uničenju njihovega kraljestva v poznih 60. letih 5. stoletja je eden od Edekovih sinov dosegel visok položaj v rimski vojski v Italiji in vladal kot kralj Skirov, Rugov in drugih nerimskih ljudstev. Odoaker je sčasoma leta 476 postal kralj Italije, s čimer se je končalo Zahodno rimsko cesarstvo. Odoakra je leta 493 odstavil in ubil Teoderik Veliki. 
Skiri so skupaj z Rugi, Heruli in drugimi srednjedonavskimi ljudstvi morda prispevali k tvorbi Bavarcev.

## Ime
Etimologija imena Skiri se že od 19. stoletja povezuje z germanskimi besedami, kakršna je na primer gotska skeirs, ki pomeni pravi ali čist.
Rudolf Much je v prvi izdaji Reallexikon der Germanischen Altertumskunde  (Leksikon germanskega starega veka) poudaril, da je ime mogoče razlagati na tri načine: kot sijajen (clari, splendidi), odkrit ali iskren (candidi, sinceri) ali čist in nepomešan, kar bi bilo smiselno za ljudstvo, ki je živelo ob meji. V novejšem času zgodovinarji, kot je Herwig Wolfram, pogosto sprejemajo zadnjo idejo, pri čemer ime Skiri - čisti razlagajo kot nasprotje imena sosednjih Bastarnov, ki so bili v skladu s to razlago etnično mešani, se pravi mešanci.
Te razlage ne sprejemajo vsi zgodovinarji. Robert L. Reynolds in Robert S. Lopez, na primer, predlagata iransko etimologijo imena Skiri. Povezujeta ga z srednjeperzijskim izrazom shīr, ki pomeni mleko ali lev. Otto J. Maenchen-Helfen iransko teorijo zavrača.

## Jezik
Za Skire velja, da so govorili germanski jezik. Znana imena treh skirskih voditeljev iz Odoakrove družine so germanska. Ob tem je treba povedati, da so germanska imena imeli tudi Huni. Ker je bil tudi Odoakrov oče v enem od virov opisan kot Hun, obstajajo različni načini razlage njegovega imena. Skiri naj bi govorili vzhodnogermanski jezik, tako kot Goti.

## Razvrstitev
Sodobni poznavalci umeščajo Skire med germanska ljudstva, natančneje med vzhodnogermanska ljudstva, kamor spadajo tudi Goti, Vandali, Heruli, Rugi, Gepidi in Burgundi.
V poznem rimskem obdobju so številna vzhodnogermanska ljudstva, poleg negermanskih Alanov, pogosto imenovali"gotska" ljudstva. Prokopij med njimi, skupaj z Alani, vsaj enkrat omenja tudi Skire. Skirov v staroveških virih niso razvrščali med Germane.
Reynolds in Lopez dvomita, da so Skiri govorili germanski jezik, in jih prištevata med Balte ali Sarmate. Njuno domnevo je ovrgel Maenchen-Helfen, ki trdi, da so bili zagotovo Germani.

## Zgodovina

### Izvor in zgodnja zgodovina
Domneva se, da so Bastarni, Skiri in Vandali živeli v porečju Visle že v 3. stoletju pr. n. št. Skiri so prvič omenjeni v Protogenovem napisu v Olbiji, ki opisuje napade Galačanov in Skirov (Γαλάτας και Σκίρους) na severno črnomorsko obalo.  Napis je datiran približno v obdobje 220–200 pr. n. št. Galačani v tem napisu so sicer pogosto označeni kot Bastarni, za katere se domneva, da so bili germansko ljudstvo s keltskimi vplivi. Zaradi napisa se domneva, da so se Bastarni in Skiri na to območje priselili v začetku 3. stoletja pr. n. št. Oboje se na splošno povezuje s kulturo Poienesti-Lukaševka, zgodovinar Roger Batty pa jih povezuje tudi z zarubinško kulturo.
V delih Julija Cezarja in Tacita Skiri niso omenjeni. Plinij starejši, rimski pisec iz 1. stoletja, je ljudstva, naseljena vzhodno od Visle, opisal kot Sarmate, Venete, Skire in Hire.
Domneva se, da so Skiri sodelovali pri gotski širitvi proti Črnemu morju v 3. stoletju n. št. Okoli leta 300 so na Veronskem seznamu (Laterculus Veronensis) "barbarov" , živečih v Rimskem cesarstvu, Skiri omenjeni med Sarmati na zahodu in Karpi na vzhodu. Walter Goffart domneva, da so živeli v porečju spodnje Donave. Peter Heather trdi, da so Skiri v 4. stoletju živeli vzhodno od Karpatov, medtem ko Malcolm Todd meni, da so živeli severno od Črnega morja.

### Skiri pod Huni
V poznem 4. stoletju n. št. so Skire podjarmili Huni. Leta 381 so Skiri, Karpi in nekateri Huni prečkali spodnjo Donavo in vdrli v Rimsko cesarstvo. Cesar Teodozij jih je potisnil nazaj preko Donave.
V poznem 4. ali v začetku 5. stoletja naj bi se Skiri preselili proti zahodu v območje srednjega Podonavja. Tu so tvorili del države, ki jo je ustanovil hunski vodja Uldin. Leta 409 so Skiri in Huni pod Uldinovim vodstvom prečkali Donavo in napadli rimski Balkan. V Castra Martis so jih Rimljani ujeli in porazili in Uldina ubili. Hunski ujetniki so bili vključeni v rimsko vojsko, medtem ko so Skire zasužnjili in jih kot kolone poslali v Anatolijo. Naselili so jih na večjem ozemlju, da bi preprečili njihov upor. Dogodki so opisani v Codex Theodosianus.
Na višku Hunskega cesarstva pod Atilo so bili Skiri Atilovi podložniki in mu prispevali močno pehoto. V Atilovo cesarstvo niso bili vključeni samo oni, ampak tudi Goti, Gepidi, Turingi, Rugi, Svebi, Heruli, Alani in Sarmati. Skiri so sodelovali v Atilovem napadu na Galijo leta 451.
Po razpadu Hunskega cesarstva se je skupina Skirov naselila v Rimskem imperiju v Mali Skitiji in Spodnji Meziji južno od Spodnje Donave. Jordanes omenja štiri plemena, ki so pod Dengizikom ostala zvesta Hunom: Ulcinzure, Bitugure, Bardore in Angiskire. Slednji bi lahko bili ostanki Skirov. Ime Angiskiri se šteje za germansko in v prostem prevodu pomeni "pašnik Skirov". Ime bi lahko bilo tudi turško, ker so prva tri omenjena plemena turška.

### Neodvisno kraljestvo
Po Atilovi smrti so se Skiri, Heruli, Rugi in drugi pridružili Gepidu Ardariku v uporu proti Hunom in v bitki pri Nedavi leta 454 dosegli odločilno zmago. Po zmagi je Edeko v srednjem Alföldu med Donavo in Tiso ustanovil Skirsko kraljestvo, v katerem je vladal s sinovoma Odoakrom in Onoulfom. Edeko je verjetno ista oseba, ki je bila pred tem Atilov zaupni svetovalec z enakim imenom. Slednji je kot Atilov odposlanec odšel v Konstantinopel in nekoč preprečil atentat nanj. Edeko verjetno ni bil Skir, bil pa je poročen s skirsko plemkinjo. Domneva se, da je bil Turing ali Hun ali mešanega turinško-hunskega porekla. Edekovo turinško poreklo izpričuje Malh Filadelfski v Sudi, medtem ko Prisk trdi, da je bil Hun. Goffart omenja Edeka kot Huna, Heather pa je prepričan, da je bil verjetneje Turing. Turingi so bili germansko ljudstvo.
V naslednjih letih so Skiri tekmovali s sosednjimi Goti, Gepidi, Svebi in drugimi za prevlado v regiji. V kraju Bakodpuszta na Madžarskem so bili odkriti trije grobovi, prepoznani kot skirski. V bližnjem barju Sarviz je bil odkrit čudovit zaklad, povezan z Edekom. 
Jordanes poroča, da so bili Skiri zavezniki Ostrogotov, vendar so na pobuo Sveba Hunimunda zavezništvo prekinili.  V 60. letih 5. stoletja so Skiri in Ostrogoti poskušali skleniti zavezništvo z Vzhodnim Rimskim cesarstvom. Cesar Leon I. se je kljub nasvetom svojega generala Asparja odločil, da bo pomagal Skirom. Skiri so leta 468/469 nepričakovano napadli Ostrogote. V bojih je bil ostrogotski kralj Valamir ubit, Skiri pa so bili kljub temu poraženi. Valamirja je nasledil kralj Teodemir, ki je nato s podporo Svebov, Herulov in Sarmatov krenil v ofenzivo proti Skirom. V bitki pri Boliji so Ostrogoti porazili koalicijo ljudstev, ki so jih podpirali Rimljani, vključno s Skiri, Heruli, Svebi, Sarmati, Gepidi in Rugi. Jordanes poroča, da so Skiri v bitki z Ostrogoti doživeli težak poraz.

### Kasnejša zgodovina
Po uničenju Skirskega kraljestva je Odoaker večino preživelih Skirov im mnogo Herulov in Rugov odvedel v Italijo, da bi se pridružili rimski vojski pod Ricimerjevim poveljstvom. Viri poročajo, da so bili med njimi tudi Turkilingi. Jordanes Odoakra imenuje kralj Turkilingov, ki so bili po njegovi razlagi neko drugo vzhodnogermansko pleme in/ali morda skirska kraljeva družina. Odoakrov brat Onoulf je z drugimi Skiri odšel v Konstantinopel. Odoakrova skupina bi lahko štela 10.000 bojevnikov in igrala pomembno vlogo v rimski vojski in politiki. Ricimer jo je uporabil v svojem sporu s cesarjem Antemijem.
Leta 476 je Odoaker vodil upor čet barbarov proti cesarju  Romulu Avgustu in njegovemu očetu Orestu. in se nato razglasil za kralja Italije. Zahodno Rimsko cesarstvo se je končalo. Odoakrova vstaja je bila organizirana morda v sodelovanju z njegovim bratom Onoulfom v Konstantinoplu. Onoulf je leta 486 padel v nemilost vzhodnorimskega cesarja Zenona in se je s svojimi Skiri pridružil Odoakru v Raveni. Zenon je kmalu zatem spodbudil kralja Ostrogotov Teoderika Velikega, da je vdrl v Italijo. Po krvavem spopadu je Teodorik zmagal. 15. marca 493 je z lastnimi rokami umoril Odoakra in ustanovil ostrogotsko Italsko kraljestvo. Skiri so po teh dogodkih izginili iz zgodovine.
Preostali Skiri so se morda naselili v današnji Bavarski. Skupaj s Heruli in Rugi so bili morda eno od plemen, ki so prispevala k nastanku Bavarcev. V 19. stoletju so na Bavarskem odkrili nekah skirskih krajevnih imen. Med njimi so na primer Scheyern, ki je bol kot Scira prvič omenjen leta 1080), Scheuer (Sciri, okoli 975), Scheuern v Neubeuernu (Skira, 11. stoletje) in morda Scheuring (Sciringen, 1150). Za omenjene kraje velja, da so bili sprva skirske vasi. Skiri so verjetno posredovali tudi pri prenosu nekaj vzhodnogermanskih besed ali delov besed v bavarski jezik, ki sicer ne kaže nobenega vzhodnogermanskega vpliva.

## Kultura
Zgodovinarja Reinhard Wenskus in Herwig Wolfram verjameta, da so se Skiri ponašali s svojim čistokrvnimi predniki in niso dovoljevali sklepanja porok s tujci. Njim so sledila in podobno ravnala tudi druga ljudstva, kot so bili Rugi in Jutungi.

### Primarni viri
- Jordanes (1908). The Origins and Deeds of the Goths. Prevod: Mierow, Charles C. Princeton University Press.
- Plinij starejši (1855). The Natural History. Prevod: Bostock, John. Taylor & Francis.
- Prokopij (1914). History of the Wars. Prevod: Dewing, Henry Bronson. Heinemann.

### Sodobni viri
- Austin, M. M. (2006). The Hellenistic World from Alexander to the Roman Conquest: A Selection of Ancient Sources in Translation. Cambridge University Press. ISBN 9781139455794.
- Avram, Alexandru (2015),  Virgilio (ur.), Les premiers peuples germaniques sur le Bas Danube. Autour du décret SEG 52, 724, Studi ellenistici, zv. 29, str. 27–76
- Batty, Roger (2007). Rome and the Nomads: The Pontic-Danubian Realm in Antiquity. OUP Oxford. ISBN 9780198149361.
- Goffart, Walter (2010). Barbarian Tides: The Migration Age and the Later Roman Empire. University of Pennsylvania Press. ISBN 978-0812200287.
- Green, D. H. (2000). Language and History in the Early Germanic World. Cambridge University Press. ISBN 0521794234.
- Harmatta, János (1970). Studies in the History and Language of the Sarmatians. S. I.
- Haubrichs, Wolfgang (2014). »Baiovarii, Romania and Others: Language, Names and Groups south of the River Danube and in the Eastern Alps during the Early Middle Ages«.  V Fries-Knoblach, Janine; Steuer, Heiko; Hines, John (ur.). The Baiuvarii and Thuringi: An Ethnographic Perspective. Boydell & Brewer Ltd. str. 23–82. ISBN 9781843839156.
- Heather, Peter (2007). The Fall of the Roman Empire: A New History of Rome and the Barbarians. Oxford University Press. ISBN 9780195325416.
- Heather, Peter (2010). Empires and Barbarians: The Fall of Rome and the Birth of Europe. Oxford University Press. ISBN 9780199892266.
- Heather, Peter. Sciri. str. 1340–1341.
- Kaliff, Anders; Munkhammar, Lars (2011). »Preface«. Wulfila, 311–2011 (PDF). Acta Universitatis Upsaliensis. ISBN 9789155486648. Arhivirano iz prvotnega spletišča (PDF) dne 5. marca 2020.
- Macbain, Bruce (Oktober 1983). »Odovacer The Hun?«. Classical Philology. University of Chicago Press. 78 (4): 323–327. doi:10.1086/366807. JSTOR 269961.
- Maenchen-Helfen, Otto (Julij 1947). »Communications«. The American Historical Review. American Historical Association. 52 (4): 836–841. JSTOR 1842348.
- Maenchen-Helfen, Otto J. (1973). The World of the Huns: Studies in Their History and Culture. University of California Press. ISBN 9780520015968.
- Musset, Lucien (1975). The Germanic Invasions. Pennsylvania State University Press. ISBN 9780271011981.
- Pohl, Walter (1986), »Edika«, Reallexikon der Germanischen Altertumskunde, zv. 6, ISBN 9783110104684
- Reynolds, Robert L.; Lopez, Robert S. (Oktober 1946). »Odoacer: German or Hun?«. The American Historical Review. American Historical Association. 52 (1): 36–53. doi:10.2307/1845067. JSTOR 1845067.
- Reynolds, Robert L.; Lopez, Robert S. (Julij 1947). »Communications«. The American Historical Review. American Historical Association. 52 (4): 831–846. JSTOR 1842348.
- Schütte, Gudmund (1933). Our Forefathers. Zv. 2. Cambridge University Press. ISBN 9781107677234.
- Fries-Knoblach, Janine; Steuer, Heiko; Hines, John, ur. (2014). The Baiuvarii and Thuringi: An Ethnographic Perspective. Boydell & Brewer Ltd. ISBN 9781843839156.
- Todd, Malcolm (2004). »The Gothic Kingdoms«. The Early Germans. Wiley. str. 139–171. ISBN 9781405117142.
- Wolfram, Herwig (1990). History of the Goths. Prevod: Dunlap, Thomas J. University of California Press. ISBN 0520069838.
- Wolfram, Herwig (2004). »Origo Gentis: The Literature of Germanic Origins«.  V Murdoch, Brian; Read, Malcolm (ur.). Early Germanic Literature and Culture. Boydell & Brewer. str. 39–54. ISBN 157113199X.
- Wolfram, Herwig (2005). The Roman Empire and Its Germanic Peoples. University of California Press. ISBN 9780520244900.